# Micalessos
Micalessos (Mycalessus Μυκαλησσός) fou una antiga ciutat de Beòcia esmentada per Homer en el Catàleg de les naus, de la Ilíada, en el qual la primera posició correspon al contingent beoci del que en formaven part els guerrers de Micalessos. El 413 aC la ciutat fou ocupada per un grup de tracis enviats pels atenencs de retorn a casa, i la ciutat fou saquejada i els habitants assassinats. Estrabó la situa en el camí entre Tebes i Calcis. En temps de Pausànias ja no existia, però esmenta el temple de Demeter Mycalessia al territori de la ciutat vers la costa, a la dreta (sud) del riu Euripos. Se la considera situada prop de l'actual Ritsona, on se n'ha excavat una necròpoli.